# 星のない世界/横顔
『星のない世界/横顔』（ほしのないせかい/よこがお）は、aikoのメジャー通算22作目のシングルで、ポニーキャニオンから2007年8月22日に発売。

## 概要
- 前作「シアワセ」から約3ヶ月ぶりのリリースで、aikoでは初となる両A面シングル。
- 「キラキラ」以来のドラマ主題歌として、オリコンの週間チャートでは2位となったが、デイリーチャートでは1位を獲得した。
- 初回限定盤のみカラートレイ仕様。

## 収録曲
1. 星のない世界
ニンテンドーDSソフト『FINAL FANTASY CRYSTAL CHRONICLES Ring of Fates』のイメージソング。
2. 横顔
日本テレビ系水曜ドラマ『ホタルノヒカリ』の主題歌となった曲だが、9月5日放送分では同ドラマ中に、一度だけオンエアされた「横顔（ballade version）」が同ドラマ終了後、問い合わせが殺到し9月12日に着うた・着うたフルとして限定で配信された。そのため、このバージョンはCD未収録バージョンとなる[1]。また、PVは神奈川県にある宮ヶ瀬湖で、始めに「星のない世界」のサビの部分が喫茶店の店内に流れている。
3. 恋愛
4. 星のない世界（instrumental）
5. 横顔（instrumental）

- 全作詞・作曲：AIKO、編曲：島田昌典